# Барфурт, Дитрих
Карл Дитрих Герхард Барфурт (нем. Dietrich Barfurth; 25 января 1849, Динслакен — 23 марта 1927, Росток) — немецкий медик, физиолог, анатом, эмбриолог, педагог, ректор Ростокского университета (1902/1903 и 1917/1918). Доктор медицинских наук.

## Биография
После окончания гимназии в Дуйсбурге, изучал математику и естественные науки в Гёттингенском университете, затем, медицину в Боннском университете.
С 1882 года — доктора медицинских наук, в 1883 г. получил степень в области анатомии. С 1888 года работал прозектором в Гёттингене у Фридриха Зигмунда Меркеля.
С 1889 по 1896 год — профессор анатомии, эмбриологии и гистологии в Дерптском университете. Позже читал лекции по анатомии в университете Ростока. В 1902/03 и 1917/18 годах был ректором университета.
В 1921 году вышел на пенсию.

## Научная деятельность
Научные труды Д. Барфурта касаются в особенности физиологии и биологии человека и животных. В последние годы работал преимущественно в области эволюционной механики.
Занимался вопросами регенерации органов на разных этапах жизни.